# Biblioteka Polsko-Indyjska
Biblioteka Polsko-Indyjska (ang.: Indian-Polish Library) – seria wydawnicza założona przez Wandę Dynowską i Maurycego Frydmana w 1944 w Madrasie w Indiach istniejąca do 1971. Celem Biblioteki była popularyzacja kultury, literatury, historii i religii Indii w Polsce oraz kultury, literatury i historii polskiej w Indiach.

## Działalność wydawnicza
Działalność Biblioteki, w tym zakup polskich czcionek drukarskich, był finansowany z zarobków Wandy Dynowskiej w konsulacie polskim w Bombaju. Dopiero ok. 1969 Wanda Dynowska większość spraw wydawniczych przekazała Maurycemu Frydmanowi.
Pierwszą publikacją Biblioteki Polsko-Indyjskiej była książka Witolda Lutosławskiego (pod pseudonimem Peter Jordan) pt. First to Fight, w której zawarty był opis Kampanii wrześniowej 1939 r. i charakterystyka narodu polskiego jako walecznego i odpornego na pokusę kolaboracji z niemieckim okupantem.
Biblioteka Polsko-Indyjska rozwijała się przez następne dziesięciolecia w kilku kierunkach tematycznych. Znakomitą większość książek teozoficznych Dynowska tłumaczyła na zamówienie T. Drobnego z USA. Część z uzyskanych tą drogą honorariów przeznaczała na wydawanie dzieł swojego mistrza duchowego Krishnamurtiego. Szczytowym osiągnięciem pracy literackiej i wydawniczej Biblioteki Polsko-Indyjskiej były kolejne edycje sześciu tomów Antologii Indyjskiej, przy wydaniu których korzystano z funduszy Indyjskiego Ministerstwa Oświaty. Równolegle do Antologii Indyjskiej wychodziła w latach 1946–1947 Indian-Polish Library, prezentująca czytelnikowi indyjskiemu cenniejsze dzieła polskie w przekładzie na angielski.
Od lat 60. XX w. Biblioteka Polsko-Indyjska zaczęła popularyzować wiedzę o Tybecie i buddyzmie. W 1962 ukazała się Nauka Buddy Paula Carusa. Książka ta była podstawą do nauczania religii w opowiadaniach młodych uchodźców tybetańskich w Indiach.
W 1965 ukazał się Buddyzm mahajana, a w 1967 tomik pieśni Wianuszek drogocenny o Dharmie Buddy wśród Ptaków – Ludowa Pieśń Tybetańska.
Nakładem Biblioteki Polsko-Indyjskiej ukazały się w polskim tłumaczeniu Wandy Dynowskiej: Bhagawad Gita, Tirukkural, Antologia indyjska (początkowo jako Antologia poezji indyjskiej) w sześciu tomach poświęconych sanskrytowi, tamilskiemu, hindi, gudżarati z pismami Gandhiego, marathi i bengali, dalej Nauka Ramany Maharishiego, pisma Krishnamurtiego, Anny Besant, Leadbeatera, Śri Aurobindo, G.S. Arundale’a, Vivekanandy, Claude Bragdona Joga dla Ciebie, czytelniku, P. Carusa Nauka Buddy, R. Tagore Sadhana', C. Dżinaradżadasy i W. Dynowskiej O przyrodzie i sztuce, W. Dynowskiej Wiersze indyjskie, Czy tylko raz żyjemy na ziemi, Indie w walce o wolność oraz Prawo ofiary i nauka serca, a u schyłku życia Wandy Dynowskiej również dwa zbiory poezji tybetańskiej oraz opis pielgrzymki w głąb Himalajów i Buddyzm mahajana.

## Wpływ
Do przełomu lat 70. i 80. XX w., zanim w Polsce rozpoczęło działalność wydawniczą Międzynarodowe Towarzystwo Świadomości Kryszny, książki Biblioteki Polsko-Indyjskiej były jedynymi polskimi publikacjami, przedstawiającymi polskiemu czytelnikowi podstawowe dzieła indyjskiej cywilizacji z aktualnym komentarzem.

## Literatura
- Franciszek Machalski, Antologia indyjska, „Przegląd Orientalistyczny”, nr 4/1959, s. 423–425
- Krzysztof Drygas, Biblioteka Polsko-Indyjska w Madrasie, „Przegląd Humanistyczny” nr 1/1963, s. 174–175